# Вулиця Нестора Літописця
Ву́лиця Не́стора Літопи́сця — зникла вулиця, що існувала в Печерському районі міста Києва, місцевості Звіринець, Наводничі. Пролягала від Новонаводницької вулиці (нині — кінцева частина Лаврської вулиці).
Прилучалися вулиця Степана Ковніра та Запечерний провулок.

## Історія
Вулиця виникла у 1-й чверті XX століття під назвою Запечерно-Лабораторна. Назву Нестора-Літописця (на честь давньоруського літописця) вулиця отримала 1961 року. Наприкінці 1970-х років у зв'язку із облаштуванням Печерського парку та будівництвом комплексу Музею історії України у Другій світовій війні вулицю разом із існуючою забудовою та двома бічними вуличками було ліквідовано. 

## Згадки в художній літературі
Ці вулички мальовничо описані у повісті Всеволода Нестайка «Тореадори з Васюківки». Після прогулянки Києво-Печерською Лаврою головні герої потрапляють в зовсім іншу атмосферу:
|  | В'юнкою стежкою ми спустилися на асфальтову доріжку, і та доріжка вивела нас на вузеньку й кривеньку вуличку, де у зелені садків стояло кілька старих, врослих у землю, набокуватих халупок-мазанок. І тільки по тому, що над кожною хатиною стирчала телевізійна антена, можна було визначити, що ці житла сучасні, а не з часів Шевченка. […] Дивне було враження від усього, що ми бачили. Тільки-но була гомінка міська вулиця з тролейбусом, потім враз — церкви, затишок… потім несподівано-кривенька, сільська вуличка…, кури киркають, рожа край вікна, соняшник. |